# MKS Kańczuga
MKS Kańczuga – polski klub piłkarski z siedzibą w Kańczudze, występujący obecnie (sezon 2023/2024) w klasie A, grupie przeworskiej. Założony w 1949 roku.

## Historia
Klub został założony 12 czerwca 1949 roku jako LZS Kańczuga. 5 sierpnia 1977 roku zmieniono nazwę na Spomasz Kańczuga, który został przejęty przez Fabrykę Maszyn i Urządzeń Przemysłu Spożywczego „Spomasz”. W sezonie 1978/79 klub zdobył mistrzostwo klasy „B” województwa przemyskiego, a w sezonie 1980/81 mistrzostwo klasy „A” województwa przemyskiego. W latach 1981–1984 przez trzy sezony klub grał w lidze okręgowej, a po reorganizacji lig w sezonie 1984/85 grał w klasie „R” Krosno - Przemyśl. W 1986 roku klub powrócił do ligi okręgowej przemyskiej. W sezonie 1988/89 klub zdobył mistrzostwo klasy okręgowej i awansował do klasy „R” Rzeszów - Krosno - Przemyśl. W sezonie 1990/91 piłkarze „Spomaszu” Kańczuga wygrali Puchar Polski na szczeblu województwa przemyskiego.
W 1992 roku zmieniono nazwę klubu na Kamax Kańczuga. W sezonie 1992/93 klub zdobył piąte miejsce w III lidze małopolskiej. 17 września 2001 roku ponownie zmieniono nazwę klubu na MKS Kańczuga, a prezesem został burmistrz Jacek Sołek.

## Rozgrywki ligowe
| Sezon     | Pozycja | Liga                               | Pkt | Mecze | Mecze | Mecze | Bramki | Bramki |
| Sezon     | Pozycja | Liga                               | Pkt | zwy.  | rem.  | por.  | zdob.  | stra.  |
| --------- | ------- | ---------------------------------- | --- | ----- | ----- | ----- | ------ | ------ |
| 1998/1999 | 4       | IV liga – grupa podkarpacka        | 67  | 20    | 7     | 7     | 58     | 32     |
| 1999/2000 | 8       | IV liga – grupa podkarpacka        | 56  | 17    | 5     | 14    | 60     | 46     |
| 2000/2001 | 10      | IV liga – grupa podkarpacka        | 46  | 12    | 10    | 12    | 33     | 37     |
| 2001/2002 | 10      | IV liga – grupa podkarpacka        | 47  | 15    | 2     | 17    | 50     | 44     |
| 2002/2003 | 7       | IV liga – grupa podkarpacka        | 52  | 14    | 10    | 10    | 36     | 33     |
| 2003/2004 | 8       | IV liga – grupa podkarpacka        | 47  | 12    | 11    | 11    | 45     | 48     |
| 2004/2005 | 15      | IV liga – grupa podkarpacka        | 33  | 8     | 9     | 17    | 43     | 61     |
| 2005/2006 | 4       | Klasa okręgowa – grupa jarosławska | 56  | 17    | 5     | 8     | 63     | 43     |
| 2006/2007 | 3       | Klasa okręgowa – grupa jarosławska | 51  | 15    | 6     | 9     | 73     | 44     |
| 2007/2008 | 2       | Klasa okręgowa – grupa jarosławska | 69  | 22    | 3     | 5     | 85     | 26     |
| 2008/2009 | 1       | Klasa okręgowa – grupa jarosławska | 76  | 24    | 4     | 2     | 88     | 20     |
| 2009/2010 | 8       | IV liga – grupa podkarpacka        | 41  | 11    | 8     | 11    | 35     | 45     |
| 2010/2011 | 16      | IV liga – grupa podkarpacka        | 14  | 2     | 8     | 20    | 22     | 69     |
| 2011/2012 | 12      | Klasa okręgowa – grupa jarosławska | 38  | 9     | 11    | 10    | 44     | 46     |
| 2012/2013 | 4       | Klasa okręgowa – grupa jarosławska | 49  | 13    | 10    | 7     | 47     | 36     |
| 2013/2014 | 6       | Klasa okręgowa – grupa jarosławska | 49  | 13    | 10    | 7     | 53     | 33     |
| 2014/2015 | 2       | Klasa okręgowa – grupa jarosławska | 57  | 16    | 9     | 5     | 59     | 31     |
| 2015/2016 | 5       | Klasa okręgowa – grupa jarosławska | 53  | 16    | 5     | 9     | 66     | 35     |
| 2016/2017 | 5       | Klasa okręgowa – grupa jarosławska | 52  | 15    | 7     | 8     | 53     | 37     |
| 2017/2018 | 3       | Klasa okręgowa – grupa jarosławska | 52  | 14    | 10    | 6     | 58     | 37     |
| 2018/2019 | 5       | Klasa okręgowa – grupa jarosławska | 52  | 15    | 7     | 8     | 56     | 38     |
| 2019/2020 | 5       | Klasa okręgowa – grupa jarosławska | 27  | 8     | 3     | 4     | 33     | 17     |
| 2020/2021 | 1       | Klasa okręgowa – grupa jarosławska | 89  | 27    | 8     | 3     | 94     | 22     |
| 2021/2022 | 19      | IV liga – grupa podkarpacka        | 21  | 5     | 6     | 27    | 36     | 115    |
| 2022/2023 | 15      | Klasa okręgowa – grupa jarosławska | 24  | 6     | 6     | 18    | 37     | 66     |
| 2023/2024 | 2       | Klasa A – grupa przeworska         | 66  | 22    | 0     | 4     | 95     | 36     |
| 2024/2025 | 2       | Klasa A – grupa przeworska         | 76  | 25    | 1     | 2     | 122    | 33     |